# 臺南市立新營文化中心
臺南市立新營文化中心是一座位於臺南市新營區的藝文場館，前身為「臺南縣立文化中心」，2010年（民國99年）12月25日因臺南縣市合併升格為直轄市，更名為「臺南市立新營文化中心」，直屬臺南市政府文化局，為北臺南最重要的文化機構。與臺南文化中心並列為臺南市兩大文化中心。
該中心經常舉行各種藝文展演活動及文創市集，設有圖書閱覽室、兒童閱覽室、演藝廳、三間畫廊、文物陳列室、演講室、視聽區等。該中心於2017年獲「國家卓越建設獎─最佳環境文化類金質獎」。新營文化中心最具特色的是演藝廳內擁有全球僅有一架的Fazioli Pianoforti朱紅色千禧鋼琴【Marco-Polo世紀之音】，鋼琴內烤漆是由18世紀知名畫家Canaletto繪畫的威尼斯風景圖。且新營文化中心與國家音樂廳是台灣唯二擁有Fazioli Pianoforti製鋼琴的藝文場所。
。

## 歷史沿革
新營文化中心的籌備開始於1979年，1981年開始動工，1982年完工。1985年，音樂廳內部設施開工，1986年完工。2010年獲臺灣文建會(今文化部)經費補助，進行館舍整建工程。音樂廳、展覽室、圖書館室、研習教室、演講室、辦公室等空間得到改造，於2011年6月重新揭牌啟用。2013年，新一輪改造開始籌備，2015年開始動工，工程完成於2016年。

## 內部設施

### 行政辦公室
- 文化局局長室—文化中心4樓。
- 文化局民治文化中心管理科—文化中心4樓。
- 文化局文化資源科—文化中心4樓。
- 文化局文化研究科—文化中心5樓。

### 兒童閱覽室
位於文化中心地下一樓，提供12歲以下兒童服務，蒐藏適合各年齡層的兒童讀物、繪本雜誌，供兒童自由借閱。辦理「袋鼠媽媽說故事」活動，讓孩子們體驗閱讀的樂趣；亦配合節慶不定期舉辦親子同樂的慶祝活動。
開放時間：
週三到週日9：00-17：00
民俗三大節日當日休館

### 開架閱覽室
位於文化中心三樓，開架閱覽室提供書籍閱覽、借閱與自助影印服務，並可利用電子資訊檢索系統線上查詢書目。
開放時間：
週二下午 14：00-20：30
週三到週六 8：30-20：30
週日/國定假日 8：30-17：00
每週一全天、週二上午休館／民俗三大節日當日休館

### 雜誌期刊室
位於文化中心三樓，雜誌期刊室除蒐藏各類雜誌、報紙外，亦有中、英文及日文期刊可供民眾借閱；參考圖書區則放置各類型參考工具書籍(如政府出版品)供民眾於館內查詢及參考。
開放時間：
週二下午 14：00-20：30
週三到週六 8：30-20：30
週日/國定假日 8：30-17：00
每週一全天、週二上午休館／民俗三大節日當日休館

### 文物陳列室
位於文化中心二樓，展出空間約為78坪，展出作品以立體作品為主。

### 第一畫廊
位於文化中心一樓，展出空間約為38坪。

### 第二畫廊
位於文化中心一樓，展出空間約為72坪。

### 第三畫廊
位於文化中心二樓，展出空間約為73坪。

### 雅藝館
位於文化中心二樓，面積約30坪的展示空間，採光明亮且格局方正，屬多功能用途，可作為臨時展示與藝文活動空間。

### 意象廳
位於文化中心一樓，為約42坪的開放式空間，採光明亮且格局方正，屬多功能用途，可作為臨時展示與藝文活動空間。

### 演講室
位於文化中心四樓，面積約50坪，提供約80個座位，備有投影機、白板、摺合式座椅、會議桌等。適合舉辦會議、講座、研討會、訓練班及電影欣賞會等活動。講座之執行分主辦、合辦或租借場地方式辦理。

### 研習教室
分別位於文化中心五、六、七樓，設有美術、音樂、烘焙及韻律教室，聘請專業老師指導，鼓勵民眾進修、充實休閒生活，並推廣「活到老，學到老」終身教育的理念。

### 視聽區
位於文化中心三樓，擁有個人專屬影音設備供民眾觀賞影片等多媒體資訊使用。
開放時間：
週二下午 14：00-20：00
週三到週六 8：00-20：00
週日/國定假日 8：00-16：30
每週一全天、週二上午休館／民俗三大節日當日休館

## 外部設施

### 演藝廳
演藝廳為一中型綜合性劇場，作為音樂、舞蹈、戲劇等各項演出，劇場形式為鏡框式舞台，寬15.15m、高9.5m、深11m，觀眾席樓上、樓下共可容納846個席次。廳內包含後舞台、化妝間等附屬設施，燈光及音響設備完善，消防、空調、照明指示燈均依標準規格設置，演藝廳之執行分主辦、合辦或租借場地方式辦理。 

### 藝文廣場
廣場靠近文化中心側門、鄰近中正路，面積約240坪，可供表演團體於戶外藝文活動展演，並提供場地租借服務。

## 外館

### 三一宅‧藝空間
地址：臺南市新營區大同路39號
電話：06-6350521
開放時間：週三至週日 10:00~17:00(供茶時間) / 週一、週二休館
FB粉絲頁：https://www.facebook.com/sanpintaku/ （页面存档备份，存于）

### 永成戲院
地址：臺南市鹽水區水正里過港21號
電話：06-6522198
開放時間：週三至週五 13:30-17:30 及 週六、週日 9:30-17:30 / 週一、週二休館

### 吳晉淮音樂紀念館
地址：臺南市柳營區火燒店界和路158號
電話：06-6223291
開放時間：週三至週日 10:00-17:00 (逢國定假日照常開放) / 週一、週二休館

### 劉啟祥美術紀念館
地址：臺南市柳營區中山西路三段112號
開放時間：週三至週日 10:00-17:00 及/ 週一、週二休館

## 藝文活動
- 臺南市政府文化局南瀛獎
- 夏至藝術節（雲嘉嘉南四縣市聯合主辦）
- 南瀛國際民俗藝術節（2年一次）
- 臺南藝術節
- 藝術進區
- 新營藝術季

## 交通方式

### 臺鐵
- 搭乘至新營車站下車，轉乘大台南公車黃幹線、黃6線、黃7線、黃9線至新營文化中心站下車。
- 搭計程車或沿三民路步行前往，步行約15分鐘。

### 高鐵
- 搭乘至高鐵嘉義站下車，轉乘大台南公車黃9線至新營文化中心站。

### 大台南公車
| 編號              | 路線                                 | 停靠站       |
| ----------------- | ------------------------------------ | ------------ |
| 黃幹線            | 白河－新營－柳營－下營－麻豆轉運站   | 新營文化中心 |
| 黃幹線 區間車(北) | 白河－新營／柳營奇美醫院             | 新營文化中心 |
| 黃6               | 新營轉運站／新營－白沙屯－後壁車站   | 新營文化中心 |
| 黃6區間車         | 新營－白沙屯                         | 新營文化中心 |
| 黃6-1             | 新營轉運站／新營－菁寮－土溝里－白河 | 新營文化中心 |
| 黃7               | 新營轉運站／新營－東山－青山／仙公廟 | 新營文化中心 |
| 黃7區間車         | 新營轉運站／新營－東山               | 新營文化中心 |
| 黃9               | 新營－南靖車站－高鐵嘉義站／故宮南院 | 新營文化中心 |
| 黃22              | 新營－東山區衛生所                   | 新營文化中心 |

### 自行開車
- 國道一號
  - 新營交流道下往新營市區方向，經復興路左轉三民路，至中正路左轉至本中心。
- 國道三號（南二高）
  - 南下：白河交流道下往新營區方向經一號省道、長榮路左轉中正路至本中心。
  - 北上：六甲交流道下往新營區方向經一號省道到柳營，新營區經延平路、民權路、三民路、中正路至本中心。
- 車輛可停放於臨近南瀛綠都心公園地下停車場(入口在中正路上)

## 附近地標
- 財政部南區國稅局新營分局
- 臺南市政府民治市政中心
- 臺南市議會民治議事廳
- 新營區公所
- 臺南市立南瀛親子館
- 南瀛綠都心公園
- 新營美術園區

## 相關連結
- 臺南市政府文化局
- 臺南市立臺南文化中心
- 臺南市立台江文化中心